# Janus Kamban

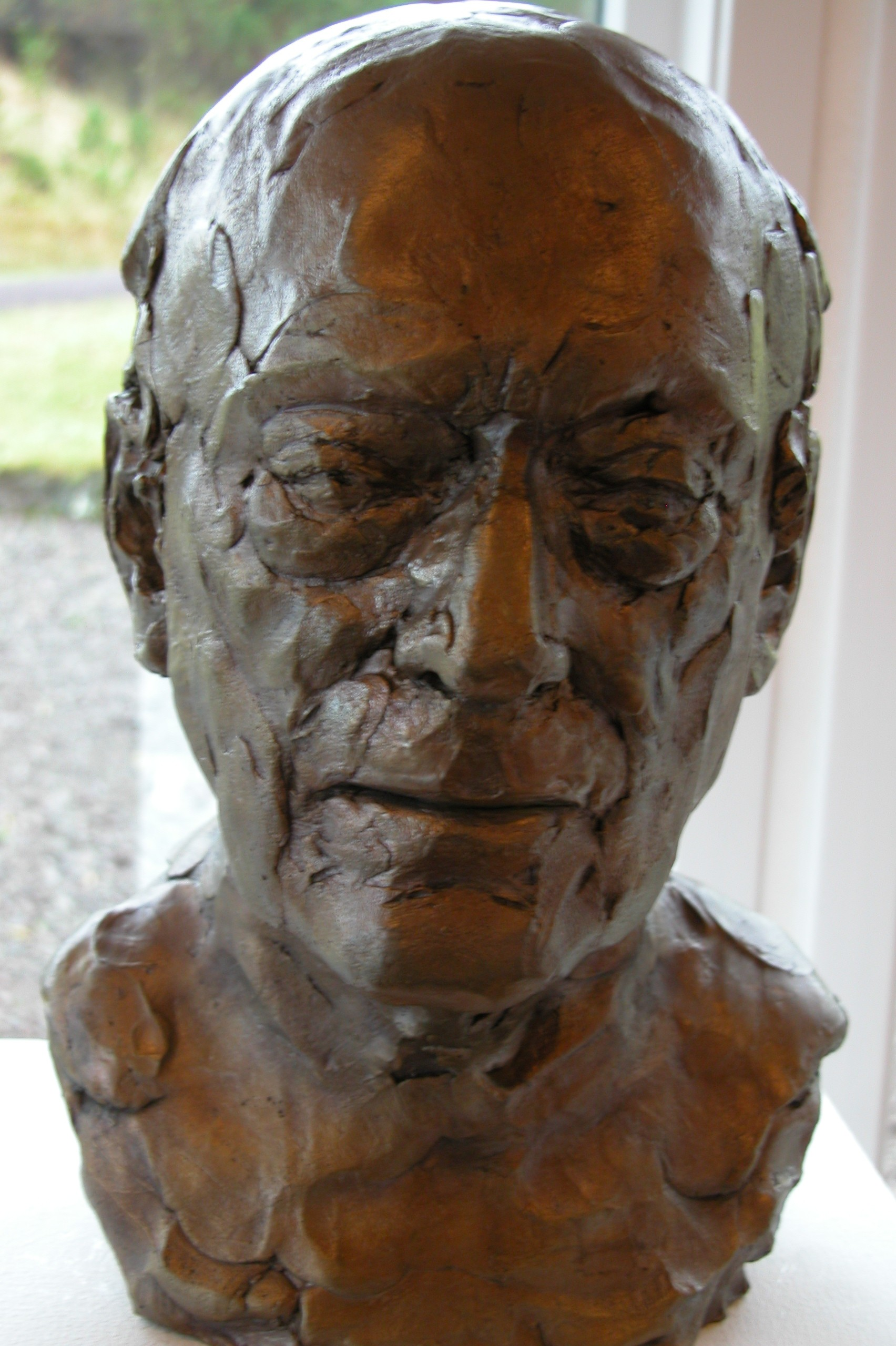
Janus Kamban (Hans Pauli Olsen)

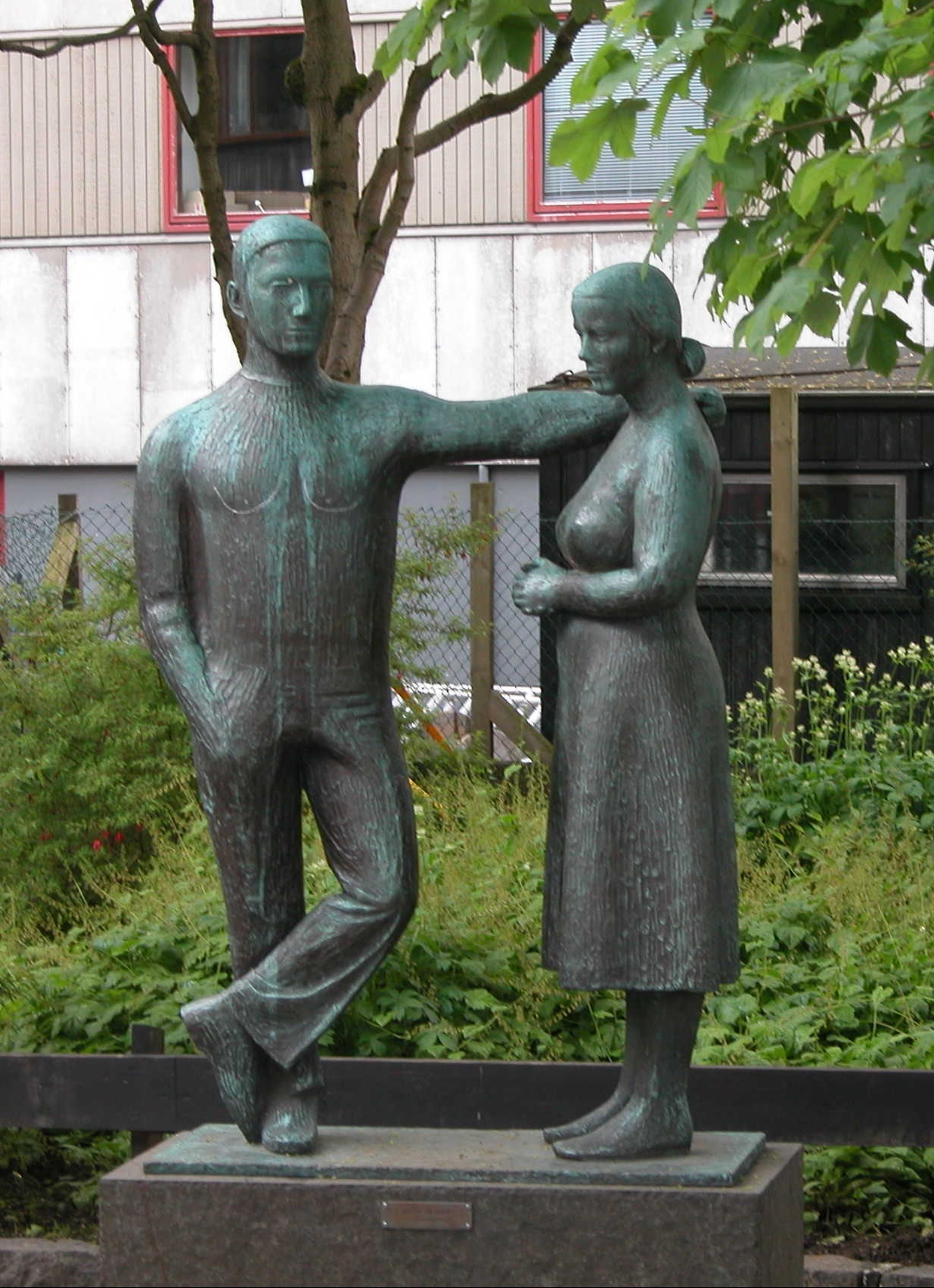
Mann und Frau, 1971, Bronze, Niels Finsens gøta, Tórshavn.

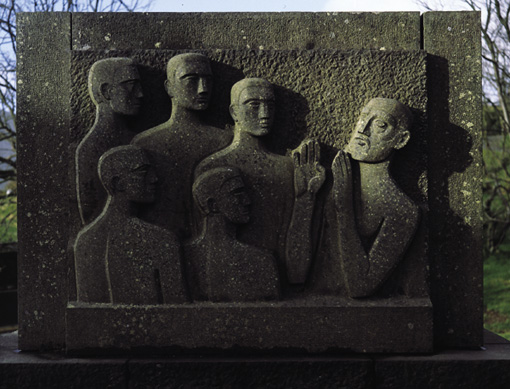
Móðurmálið (Die Muttersprache) von 1948.

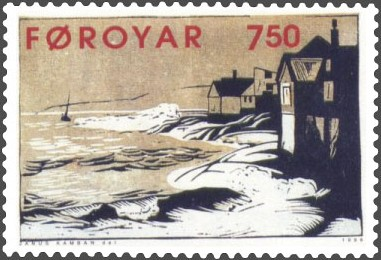
Tinganes, 1991, Linolschnitt nach einem alten Foto.

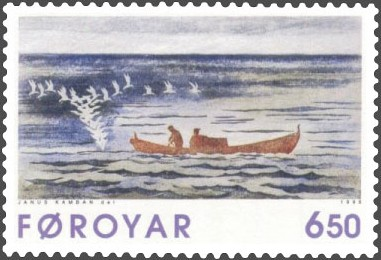
Vögel und Fischerboot, 1992, Linolschnitt.

Janus Kamban (* 10. September 1913 in Tórshavn, Färöer; † 2. Mai 2009 ebenda) war ein färöischer Bildhauer und Grafiker.

## Leben
Janus Kamban galt als der erste und bedeutendste Bildhauer des Landes. Er ging 1930 nach Kopenhagen an die Königlich Dänische Kunstakademie, um dort Malerei zu studieren, entschied sich aber bald anders und besuchte zwischen 1932 und 1935 und zwischen 1938 und 1940 die Bildhauerschule der Kunstakademie, wo er bei Professor Einar Utzon-Frank studierte, für den er später auch arbeitete. Studienreisen in den 1930ern führten ihn nach Paris, Florenz, Oslo und Stockholm.
In seinem Kopenhagener Atelier organisierte er die erste Ausstellung färöischer Kunst in Dänemark. Neben seinen eigenen waren Werke von Gudmund Hentze, Sámal Joensen-Mikines, Elinborg Lützen, Ruth Smith und Ingolf Jacobsen zu sehen.
Es ging ihm während des Zweiten Weltkrieges ähnlich wie seinen Landsleuten, die ebenfalls als erste färöische Künstlergeneration in Kopenhagen studierten und gezwungen waren, im deutsch besetzten Dänemark zu verharren, während die Färöer von Großbritannien besetzt waren. Im August 1945 kehrte Kamban mit dem ersten Schiff, der Århus, von Kopenhagen auf die Färöer zurück.
Dort angekommen, etablierte er sich sofort als der Bildhauer. Sein erstes monumentales Werk war Móðurmálið (die Muttersprache) 1948 aus einheimischem Basalt als Jubiläums-Denkmal für V. U. Hammershaimb, der 1846 die färöische Schriftsprache schuf. Eine der vier Inschriften lautet:
1846
LEGÐI
V.U. HAMMERSHAIMB
LUNNAR
UNDIR MÓÐURMÁL OKKARA
Wörtlich bedeutet das: „1846 legte V.U. Hammershaimb Rundhölzer unter unsere Muttersprache“ – als Anspielung auf die Rundhölzer, mit denen Boote an Land bewegt werden. Dieses Denkmal steht heute am Eingang des Parks Viðarlundin á Debesartrøð in Tórshavn (J.C. Svabos gøta bei der Landesbibliothek der Färöer).
Deutlich sichtbarer ist die Bronzebüste für den Politiker und Juristen Niels Winther (1822–92) im Eingang der Landesbibliothek. Die Plastik Mann und Frau von 1971 in der Tórshavner Fußgängerzone Niels Finsens gøta ist jedem Besucher der Stadt bekannt.
Ein Beispiel für Kunst am Bau ist das Zementrelief Søgumaðurin (der Geschichtenerzähler) von 1956 an der Fassade der Kommunalen Schule in Tórshavn. Mit 3,8 × 2,9 Metern war es damals sein bisher monumentalstes Werk. Um den Geschichtenerzähler scharen sich vier Kinder, wovon er eines auf dem Arm hält.
Janus Kamban konzentriert sich bei der Wahl seiner Themen auf alltägliche und konkrete Dinge des Insellebens: Seeleute, Melkerinnen, Färöboote, Schafe, Grindwale, vom färöischen Kettentanz und so weiter. Seine Materialien sind Gips, Zement, gebrannter Ton, Holz, Basalt und Bronze. Seine Denkmäler sind überall auf den Färöern zu finden.
Kleinere Skulpturen und Büsten von Janus Kamban finden sich in einer ständigen Ausstellung im Kunstmuseum der Färöer, dessen erster Vorsitzender er von 1969 bis 1978 war, als es noch Listaskálin (Kunstgalerie) hieß. Seine vielleicht bekannteste Plastik dort ist Tvílemba (Mutterschaf mit Lamm) aus Zement von 1955 (Foto), da ein Foto von ihr 1996 als Titelseite einer Broschüre des Postverk Føroya an Briefmarkensammler in aller Welt verschickt wurde. Der Dichter von 1936 stellt niemand geringeren als Hans Andrias Djurhuus dar. Elinborg von 1937 ist seine Künstlerkollegin Elinborg Lützen, als sie 18 war und gerade erst anfing, zu studieren. Ein Foto dieser Büste findet sich im Dansk Kvindebiografisk Leksikon (Dänisches Frauenbiografisches Lexikon).
Neben seinen Skulpturen schuf er auch Grafiken, wobei er sich besonders auf den Linolschnitt spezialisierte. Zahlreiche Buchillustrationen, Plakate, Firmenlogos und auch drei Briefmarken stammen aus seiner Hand.
Der färöische Maler Torbjørn Olsen verewigte seinen Künstlerkollegen 1991 auf einem Portraitgemälde (105 × 80 cm, Öl, Kunstmuseum der Färöer). 1993 wurde Kamban anlässlich seines 80. Geburtstages mit einer Sonderausstellung des Kunstmuseums der Färöer geehrt, der 1995 das Buch über sein Leben und Werk von Gunnar Hoydal folgte.
Er lebte von 1970 bis zu seinem Tod in einem eigenen Haus an der Küste (Yviri við Strond in Tórshavn) mit Blick auf Nólsoy, das nach seinen Vorgaben im klassischen Stil mit schwarz geteerten Außenwänden und Grasdach gebaut wurde. Im Alter von 85 Jahren stürzte Janus Kamban vom Fahrrad und brach sich die rechte Hand, die nie wieder richtig verheilte. Damit war seine Laufbahn als Künstler beendet.
Siehe auch: Färöische Kunst